# João Alves (football, 1980)
Pour les articles homonymes, voir João Alves (homonymie) et Alves (homonymie).
João Artur Rosa Alves dit João Alves est un footballeur international portugais né le 18 août 1980 à Chaves. Il évolue au poste de milieu central.

## Biographie
João Alves joue principalement en faveur du Deportivo Chaves et du Vitoria Guimarães.
Il reçoit 3 sélections en équipe du Portugal lors de l'année 2005.

## Carrière
| Période   | Club              | Pays     | Matchs | Buts |
| 1998-1999 | Deportivo Chaves  | Portugal | 10     | 0    |
| 1999-2000 | Deportivo Chaves  | Portugal | 21     | 0    |
| 2000-2001 | Deportivo Chaves  | Portugal | 27     | 5    |
| 2001-2002 | Deportivo Chaves  | Portugal | 31     | 5    |
| 2002-2003 | Deportivo Chaves  | Portugal | 33     | 3    |
| 2003-2004 | Deportivo Chaves  | Portugal | 30     | 2    |
| 2004-2005 | Sporting Braga    | Portugal | 20     | 4    |
| 2005-2006 | Sporting CP       | Portugal | 23     | 1    |
| 2006-2007 | Sporting CP       | Portugal | 2      | 0    |
| 2007-2008 | Vitoria Guimarães | Portugal | 29     | 0    |
| 2008-2009 | Vitoria Guimarães | Portugal | 25     | 1    |
| 2009-2010 | Vitoria Guimarães | Portugal | 26     | 0    |

## Palmarès
- 3 sélections et 0 but en équipe du Portugal lors de l'année 2005
- Vainqueur de la Coupe du Portugal en 2007 avec le Sporting CP (ne joue pas la finale)